# Little Hocking River
Der Little Hocking River ist ein 30 km langer Fluss im südöstlichen US-Bundesstaat Ohio. Der Abfluss erfolgt über den Ohio River und Mississippi River in den Golf von Mexiko. Der Hocking River gehört zum Flusssystem des Mississippi River und entwässert ein Gebiet von 264 km². Der Fluss entspringt in Fairfield Township 7 km östlich der Ortschaft Barlow im Washington County und fließt in generell südöstlicher Richtung in seiner gesamten Länge durch das Washington County bis zu seiner Mündung in den Ohio River am Nordrand der Gemeinde Little Hocking. In seinem Oberlauf wird der Little Hocking River durch einen Damm aufgestaut, der hier 1954 vom United States Army Corps of Engineers zum Hochwasserschutz errichtet wurde. Er bildet den Veto Lake, der sich in dem 0,65 km² großen Veto Lake State Area befindet.
Die größten Nebenflüsse sind der West Branch Little Hocking River, der East Branch Little Hocking River und der Little West Branch Little Hocking River.  Dem Geographic Names Information System zufolge hieß der Fluss im Verlauf seiner Geschichte auch Little Hockhocken River, Little Hockhockin River und Little Hockhocking River.